# Nils Bergman
Nils Johannes Bergman, född 23 mars 1955 i Uppsala, är en svensk läkare.
Nils Bergman växte upp på Manama Mission i Matabeleland South i dåvarande Syd-Rhodesia, där hans far Sten Bergman var läkare på missionssjukhuset. Han utbildade sig till läkare på University of Cape Town i Kapstaden i Sydafrika. Han arbetade därefter på 1980-talet på Manama Mission Hospital. Han har senare tagit en magisterexamen i folkhälsa på University of the Western Cape i Kapstaden.
Han var i Zimbabwe och Sydafrika engagerad i att utforska kängurumetoden (hud-mot-hud-kontakt mellan nyfödda barn och föräldrar) för behandling av för tidigt födda barn, som ett alternativ till kuvös samt att sprida kunskap om denna.
Nils Bergman är gift med Jill Bergman (född 1963), som bland annat författat Hold Your Premie (utgiven av Kangaroo Mother Care Productions, 2010, ISBN  978-1920411336), med Nils Bergman som medförfattare.